# Єфименко Олександра Яківна

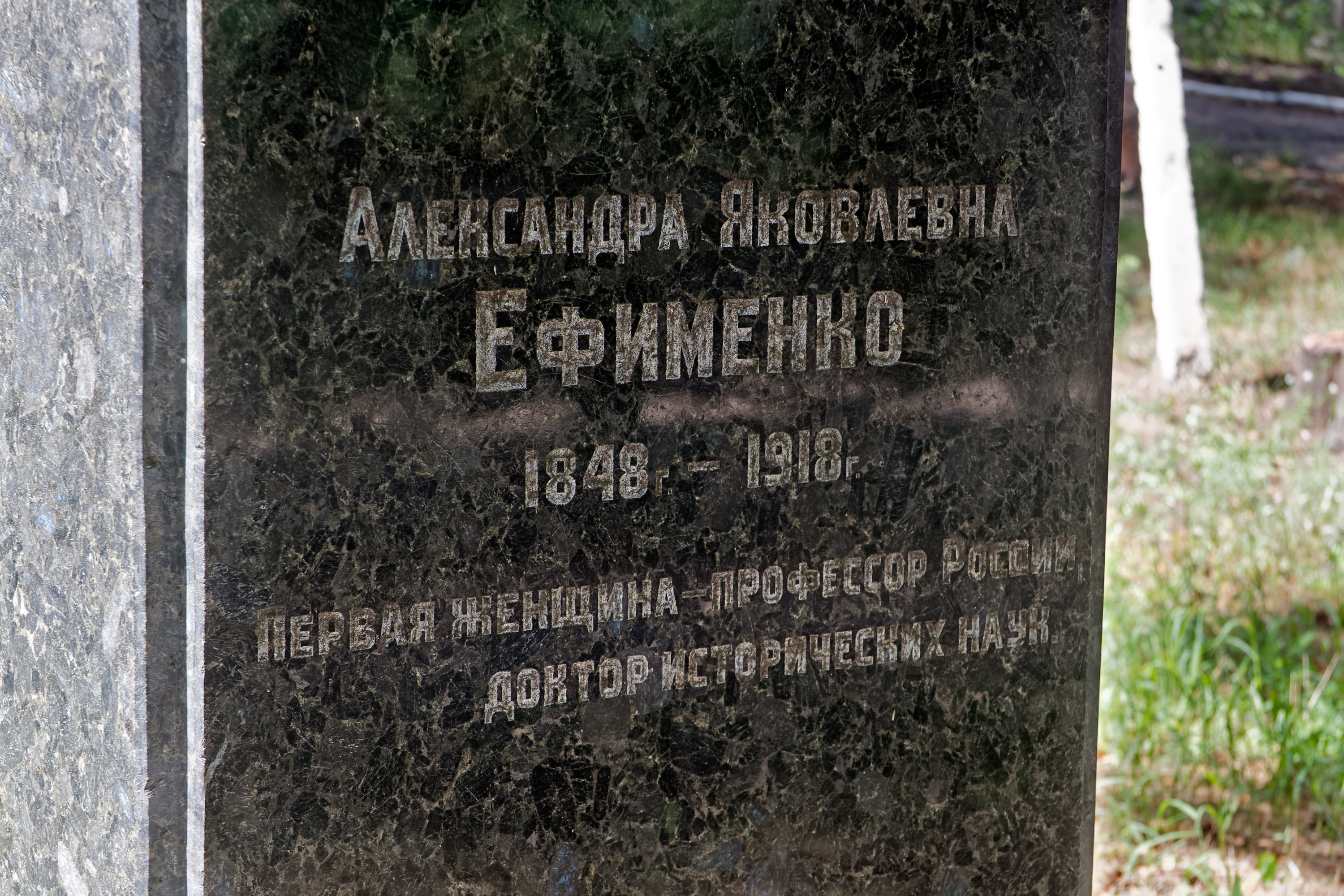
Могила Олександри Яківни Єфименко

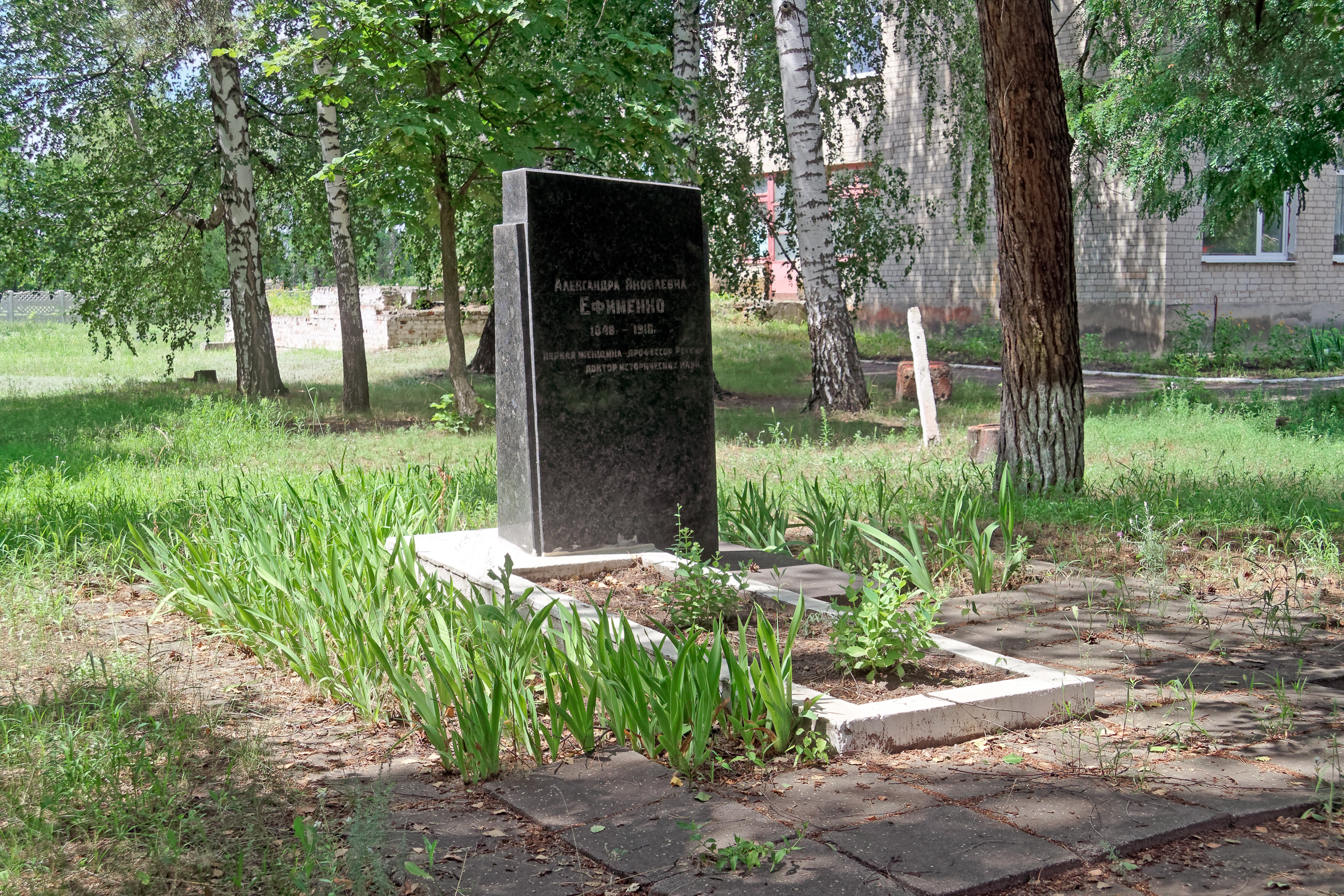
Могила Олександри Яківни Єфименко

Олекса́ндра Я́ківна Єфи́менко (до шлюбу Ставро́вська; 18 (30) квітня 1848 — 18 грудня 1918) — українська історикиня і етнографиня, перша жінка в Російській імперії, що здобула ступінь докторка історії honoris causa (1910), у 1907–1917 професорка російської історії на Бестужевських курсах у Петербурзі. Авторка праць про політичний та соціально-економічний устрій України XVII—XVIII ст.

## Життєпис
Народилася у селі Варзуга (нині Мурманської області) в сім'ї колезького асесора Якова Івановича Ставровського. У 1850 році сім'я Ставровських переїхала до Архангельська. З 1857 по 1863 рік Олександра Ставровська навчалася в Архангельському училищі для дівчат, після закінчення якого отримавши атестат з відзнакою та фах домашньої вчительки. Одразу ж після закінчення навчання почала працювати в Холмогорському двокласному церковно-парафіяльному училищі для дівчат у Холмогорах.
Незабаром Олександра Ставровська познайомилася з Петром Єфименком, який був висланий з України, де був активним учасником Харківсько-Київського таємного товариства. У 1870 році Єфименко та Ставровська повінчалися у холмогорській церкві.
В Архангельську Єфименко вивчає архівні матеріали, досліджує місцеві наріччя, продовжує знайомство зі звичаями народностей Півночі. В «Архангельских губернских ведомостях», в інших газетах та журналах друкуються її статті, у яких вона заявляє про себе як про талановиту вчену.
На численні прохання молодій сім'ї дозволяють 1873 року переїхати спочатку до Воронежа. Продовжуючи і тут займатися дослідницькою працею, Олександра Яківна на основі зібраного раніш документального матеріалу підготовила й передала до друку цілу низку статей, у яких розвивала свої погляди на історію шлюбних відносин та сім'ї. До найбільш значних її досягнень у той час належить праця «Артели в Архангельской губернии», опублікована в першому випуску «Сборника материалов об артелях России» (СПб., 1873). Олександра Яківна довела, що ці артілі в умовах розвитку капіталізму були лише знаряддям для збагачення заможних селян, і розкрила причини, що обумовлювали виникнення такої форми життєвого укладу й організації виробничого процесу в селянському середовищі російської Півночі.
Пізніше подружжя переїде до Самари, у 1877 році до Чернігова, а у 1879 — до Харкова, де Олександра Єфименко стає активною діячкою Історично-філологічного товариства при Харківському університеті. Олександра Єфименко багато друкувалася (передусім у «Кіевская старина»). З'явилися її перші публікації в часописі «Детское чтение».
Так у часописі «Кіевская старина» були надруковані праці Олександри Єфименко: «Копные суды в Левобережной Украине» (1888), «Архиерейский подарок» (1888), «Два наместника» (1889), «Двенадцать пунктов Вельяминова» (1889), «Бедствия евреев в Южной Руси XIX века» (1889), «Турбаевская катастрофа» (1891), «Очерки истории Правобережной Украины» (1894—1895) та ряд інших.
Своїм вчителем в українознавстві О. Я. Єфименко вважала Володимира Антоновича. У 1896 році Олександра Єфименко посіла перше місце в конкурсі на найкращий підручник з історії України; також написала «Елементарний підручник російської історії», що витримав сім видань (1911—1918). Вивчала Єфименко і культуру України. Активно виступала за присвоєння офіційного статусу українській мові (царським указом від 1878 року було заборонено друк українською мовою). Відповідно до теорії, розробленої Єфименко, спочатку основним типом землеволодіння на Півдні було дворище, якому на Півночі відповідало печище; саме ці типи землеволодіння і поклали початок громаді (див. роботу Єфименко «Дворищное землевладение в Южной Руси», 1892). Єфименко передбачала неминучий розвиток капіталізму в Росії.
У восьмому номері журнала «Вестник Европы» за 1891 р. вийшла з друку робота Єфименко «Малорусское дворянство и его судьба», яка відразу ж привернула увагу широкого кола дослідників. Уперше після А. М. Лазаревського Олександра Єфименко спробувала розкрити в українській історіографії витоки й генезис формування дворянського стану.
У середині 90-х років Єфименко продовжує активно працювати над історією України. У 1894—1895 рр. журнал «Киевская старина» опублікував її велику працю «Очерки истории Правобережной Украины».

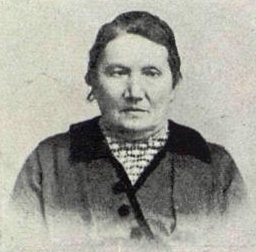

Вела активну громадську діяльність; так, Єфименко була заступницею голови Харківського видавничого комітету, організаторкою у Харкові історичного гуртка; виступала за жіночу емансипацію; читала лекції в Харківській бібліотеці.
У 1907 році разом із сім'єю переїхала до Петербурга, де очолювала кафедру та викладала історію України на Бестужевських вищих жіночих курсах. У 1910 р. Харківський університет присудив Єфименко науковий ступінь почесного доктора історії (перша жінка в Росії, яка здобула таке визнання). У Петербурзі Олександра Єфименко мешкала аж до закриття Вищих жіночих курсів.
У 1917 році переїхала в село Писарівку на Харківщину. Трагічно загинула на хуторі Любочка разом з донькою Тетяною під час нападу банди.
Могила Олександри Яківни знаходиться на території середньої школи села Бугаївка Вовчанського району Харківської області.
Олександра Яківна — авторка праць, написаних на ґрунті народницького підходу до історичних явищ. В її творчому доробку особливе місце займає «Історія українського народу», в якій висвітлюється історичний процес в Україні з найдавніших часів до XIX ст.

## Доробок
- Ефименко А. Я. Исследования народной жизни. Выпуск 1, 1884. (рос.)
- Ефименко А. Я. Элементарный учебник русской истории. 1896.(рос.)[3]
- Ефименко А. Я. Южная Русь: очерки, исследования, заметки: в 2 т. — С.-Петербург: Книгопечатня Шмидт, 1905. (рос.)
- Ефименко А. Я. История украинского народа (Вып. 1; Вып. 2) 1906. (рос.)
- Ефименко А. Я. Малорусское дворянство и его судьба // Вестник Европы. — 1891. — № 8. — С. 515–591.
- Ефименко А. Я. История Украйны и ее народа. — Санкт-Петербург: Обществ. польза, 1907. — 174, [2] c. : ил.
- Ефименко А. Я. Учебник русской истории: Для старших классов среднеучебных заведений. 1909; (рос.)
- Ефименко А. Я. Элементарный учебник русской истории. Курс эпизодический для младших классов. 1912; (рос.)
- Ефименко А. Я. Начальное руководство по украинско-великорусской истории (для народных школ). 1919. (рос.)
- Ефименко А. Я. История украинского народа. Сост. и авт. ист.-биогр. очерка В. А. Смолий. — Киев: Лыбедь, 1990. — 512 c. : ил. — (Памятники исторической мысли Украины).